# بريندون رودني
بريندون رودني هو منافس ألعاب قوى كندي، ولد في 9 أبريل 1992 في Etobicoke ‏ في كندا.

## وصلات خارجية
- بريندون رودني على موقع الاتحاد الدولي لألعاب القوى (الإنجليزية)
- بريندون رودني على موقع الاتحاد الكندي لألعاب القوى (الإنجليزية)
- بريندون رودني على موقع الدوري الماسي (الإنجليزية)
- بريندون رودني على موقع اللجنة الأولمبية الدولية (الإنجليزية)
- بريندون رودني على موقع أوليمبيديا (الإنجليزية)
- بريندون رودني على موقع اللجنة الأولمبية الكندية (الإنجليزية)
- بريندون رودني على موقع اتحاد ألعاب الكومنولث (مؤرشف) (الإنجليزية)